# A Ba Hợi
A Ba Hợi (chữ Hán: 阿巴亥, tiếng Mãn Châu: , bính âm: Abahai; 1590 – 30 tháng 9 năm 1626), Ô Lạp Na Lạp thị, thường gọi là Thanh Thái Tổ Đại phi (清太祖大妃) hay Hiếu Liệt Vũ Hoàng hậu (孝烈武皇后), là Đại Phúc tấn thứ tư của Thanh Thái Tổ Nỗ Nhĩ Cáp Xích, Đại hãn Hậu Kim, người đặt nền móng sáng lập triều đại nhà Thanh trong lịch sử Trung Quốc. Bà là sinh mẫu của Nhiếp Chính vương Đa Nhĩ Cổn dưới thời Thanh Thế Tổ Thuận Trị Đế.
Nỗ Nhĩ Cáp Xích chưa bao giờ đăng cơ Hoàng đế, chỉ được truy tôn bởi hậu duệ nhà Thanh. Vì vậy sinh thời A Ba Hợi chưa từng làm Hoàng hậu, thụy hiệu của bà được truy phong bởi Đa Nhĩ Cổn sau khi đã qua đời. Cái chết của bà được ghi chính thức là lệnh tuẫn táng của Nỗ Nhĩ Cáp Xích, nhưng không ít tư liệu khẳng định là tâm kế của Hoàng Thái Cực.
Bà là người đầu tiên trong lịch sử nhà Thanh không phải Hoàng hậu khi còn sống, cũng không sinh ra Hoàng đế nhưng vẫn có thụy hiệu Hoàng hậu. Ngoài ra, bà cũng là trường hợp duy nhất được truy phong bởi Nhiếp chính vương chứ không phải Hoàng đế. Điều này cho thấy quyền lực tột đỉnh của Đa Nhĩ Cổn trong suốt thời kì nhiếp chính. Tuy nhiên sau khi Đa Nhĩ Cổn mất, bà bị Thuận Trị Đế phế thụy hiệu Hoàng hậu, trở thành một trong hai vị Hoàng hậu duy nhất bị truy phế của triều Thanh, bên cạnh người con dâu là Kính Hiếu Nghĩa Hoàng hậu, vợ Đa Nhĩ Cổn.

## Thân thế
A Ba Hợi xuất thân Ô Lạp Na Lạp thị danh tiếng của Hải Tây Nữ Chân. Cha bà là Bối lặc Mãn Thái, thủ lĩnh của bộ quốc. Năm Vạn Lịch thứ 29 (1601), A Ba Hợi kết hôn với Nỗ Nhĩ Cáp Xích khi vừa tròn 12 tuổi. Bà trẻ tuổi, lại có nhan sắc nên trở thành sủng thiếp của ông.
Sách Thanh sử cảo cùng Ái Tân Giác La gia phả đều nói là năm Vạn Lịch thứ 30 (1603), Diệp Hách Na Lạp Mạch Cổ Triết Triết - Đại Phúc tấn thứ ba của Nỗ Nhĩ Cáp Xích qua đời, A Ba Hợi được lập làm Đại Phúc tấn thay thế, còn được gọi là Đại phi (大妃). Bà lần lượt sinh cho Nỗ Nhĩ Cáp Xích ba người con trai: A Tế Cách, Đa Nhĩ Cổn và Đa Đạc. Cả ba người con đều rất được Nỗ Nhĩ Cáp Xích thương yêu, khoảng năm 1620 đến 1625, ông đã giao Chính Hoàng kỳ cho A Tế Cách và Đa Nhĩ Cổn, một nửa Tương Hoàng kỳ cho Đa Đạc, cả hai kỳ vốn chịu sự quản lý trực tiếp của Đại Hãn.
Năm Thiên Mệnh thứ 5 (1620), căn cứ Mãn văn lão đương (满文老档) ghi chép lại, Thứ phi của Nỗ Nhĩ Cáp Xích là Đức Nhân Trạch tố cáo Đại phúc tấn cùng con thứ của Nỗ Nhĩ Cáp Xích là Bối lặc Đại Thiện có quan hệ ám muội, sau Đại phúc tấn bị phế truất và xử tử. Trong sử, người đó là Phú Sát Cổn Đại, nhưng một số ý kiến cho rằng đó là A Ba Hợi. Từ đây, các Phúc tấn dời từ Sarhū đến Liêu Đông, khi này vẫn xuất hiện ghi chép về Đại phúc tấn. Nếu vị "Đại phúc tấn" ấy chính là Cổn Đại, thì có thể việc A Ba Hợi được phong Đại Phúc tấn là do Thanh sử cảo cùng Ái Tân Giác La gia phả ghi chép sai lầm.
Theo nhà nghiên cứu Từ Quảng Nguyên, các nguyên nhân chính khiến các nhà sử học nhận định rằng vị "Đại phúc tấn" này là A Ba Hợi gồm:
- Tuổi tác: Thực tế vào thời điểm xảy ra án này, Kế phi Phú Sát Cổn Đại đã lớn tuổi, trong khi tuổi tác của A Ba Hợi và Đại Thiện lại xấp xỉ nhau. Theo tính toán một cách tương đối, đến năm Thiên Mệnh thứ 5 (1620), Phú Sát thị đã khoảng ngoài 50 tuổi, trong khi A Ba Hợi chỉ mới 31 tuổi, còn Đại Thiện thì cũng chỉ 38. Khả năng người có quan hệ ám muội với Đại Thiện là A Ba Hợi cao hơn hẳn.
- Số lượng con cái: Theo những hồ sơ về việc xử phạt "Đại phúc tấn" có nêu rõ vị Đại phúc tấn này "có ba trai một gái".[10] Tuy nhiên, thông tin này không phù hợp với Phú Sát thị mà lại phù hợp với A Ba Hợi hơn. Theo ghi chép, sau khi tái giá thì Kế phi Cổn Đại sinh cho Nỗ Nhĩ Cáp Xích hai trai một gái; người con út của Nỗ Nhĩ Cáp Xích là Phí Dương Quả không có ghi chép về mẹ đẻ, mặc dù có người nghi ngờ là Kế phi Phú Sát thị nhưng không có bằng chứng xác thực, hơn nữa dựa theo tuổi tác của Phú Sát thị thì khả năng này không lớn; vì vậy số lượng con "ba trai một gái" không phù hợp với Phú Sát thị. Ngược lại, A Ba Hợi cũng chỉ sinh được ba người con trai, không hề có ghi chép về con gái. Tuy nhiên theo ghi chép trong bộ hồ sơ "Tinh nguyên tập khánh" của nhà Thanh, Nỗ Nhĩ Cáp Xích đã đưa con gái thứ hai của Khác Hi Bối lặc Đồ Luân là Truân Triết vào cung nuôi dưỡng, đến năm 1612 thì phong làm Hòa Thạc Công chúa. Việc nuôi dưỡng Công chúa có khả năng lớn là do A Ba Hợi đảm nhiệm, vì vậy số lượng con "ba trai một gái" lại vừa phù hợp.
- Thông tin về con cái: Cũng theo hồ sơ xử phạt Đại phúc tấn, vì "con trai con gái còn nhỏ tuổi, bị bệnh cần có mẹ chăm sóc" là một trong những nguyên nhân khiến Nỗ Nhĩ Cáp Xích giảm nhẹ hình phạt. Nhưng người con nhỏ tuổi nhất của Phú Sát thị là Mãng Cổ Nhĩ Thái đã thành niên, không thể phù hợp với nhận xét "con còn nhỏ tuổi, cần mẹ chăm sóc" của Nỗ Nhĩ Cáp Xích. Ngược lại, trong các người con của A Ba Hợi, A Tế Cách 15 tuổi, Đa Đạc 7 tuổi, Đa Nhĩ Cổn và con gái nuôi Truân Triết đều 9 tuổi, tất cả đều là tuổi còn nhỏ, phù hợp với nhận xét của Nỗ Nhĩ Cáp Xích.
- Tình tiết trong vụ án: Theo hồ sơ vụ án, một trong các chi tiết là "Đại phi" đem 300 cuộn vải sa tanh giấu trong nhà của A Tế Cách. A Tế Cách là con trai ruột của A Ba Hợi, việc đam giấu vật riêng tư của mình trong nhà của con trai ruột là một hành động hợp tình hợp lý. Nhưng nếu đổi lại là Phú Sát thị, bà không đem giấu ở nhà con trai ruột Mãng Cổ Nhĩ Thái lại đem đến nhà của A Tế Cách là một hành động không thể lý giải được.

Vì vậy, các nhà sử học hiện nay kết luận người bị Nỗ Nhĩ Cáp Xích trừng phạt lần này chính là A Ba Hợi. Tuy nhiên, chưa đầy một năm sau khi bị phạt, Nỗ Nhĩ Cáp Xích lại sủng ái A Ba Hợi như cũ.

## Cái chết
Năm Thiên Mệnh thứ 11 (1626), Nỗ Nhĩ Cáp Xích lâm bệnh nặng khi đang ở bên ngoài, di ngôn muốn Đại phi tuẫn táng. Sang ngày 12 tháng 8 (tức ngày 30 tháng 9 dương lịch), Tứ đại Bối lặc gồm Đại Thiện, A Mẫn, Mãng Cỗ Nhĩ Thái và Hoàng Thái Cực chủ trì, tuân theo di mệnh của cha bức Đại phi tuẫn táng. Có ý kiến cho rằng cùng với Đại phi A Ba Hợi còn có Đức Nhân Trạch cũng bị ép tuẫn tang theo. Đại phi A Ba Hợi mất năm 37 tuổi. Khi ấy, con trai thứ hai của bà là Đa Nhĩ Cổn chỉ mới 15 tuổi.
Cái chết của bà có nhiều lý giải khác nhau. Căn cứ Thanh thực lục triều Nỗ Nhĩ Cáp Xích, ngoài ghi chú việc A Ba Hợi bị ép tuẫn táng, còn có một chút lý giải bà mỹ mạo xinh đẹp, được Nỗ Nhĩ Cáp Xích yêu thích, song có tính ghen tuông mà bị ép tuẫn tang. Thời gian được xác định là giờ Thìn, khoảng sáng sớm từ 7 giờ đến 9 giờ sáng. Loại cách nói này có chút gượng ép, không loại trừ khả năng là bôi nhọ cùng hợp thức hóa việc tuẫn táng A Ba Hợi, do Thực lục các triều đều biên vào thời kỳ Hoàng đế kế tự (ở đây Thực lục triều Nỗ Nhĩ Cáp Xích được soạn dưới triều Hoàng Thái Cực). Còn căn cứ Xuân Pha đường nhật nguyệt lục (春坡堂日月录) của Triều Tiên, Nỗ Nhĩ Cáp Xích lâm bệnh từng di chúc cho Đa Nhĩ Cổn kế vị, mệnh Đại Thiện phụ chính. Thế mà khi Nỗ Nhĩ Cáp Xích qua đời, Đại Thiện liền ủng hộ Hoàng Thái Cực kế vị, do đó không thể không bức chết Đại phi A Ba Hợi để rộng đường.
Qua nhiều cách lý giải này, có thể thấy được đương thời không phủ định sức ảnh hưởng của A Ba Hợi, cùng việc Đa Nhĩ Cổn rất được Nỗ Nhĩ Cáp Xích yêu thích. Bằng cách cho A Ba Hợi tuẫn táng, rõ ràng Hoàng Thái Cực đã ngăn chặn khả năng kế vị của Đa Nhĩ Cổn, và điều này được cho là nguyên nhân khiến Đa Nhĩ Cổn về sau bất chấp tiếm quyền, độc bá triều cương.

## Sau khi qua đời
Năm Sùng Đức thứ 8 (1643), con trai A Ba Hợi là Duệ Thân vương Đa Nhĩ Cổn làm nhiếp chính cho Thanh Thế Tổ Thuận Trị Đế - con trai của Thanh Thái Tông Hoàng Thái Cực. Càng về sau, Đa Nhĩ Cổn càng khuếch trương quyền lực, và vào năm Thuận Trị nguyên niên (1644) đã giúp nhà Thanh thu phục Bắc Kinh, được Thuận Trị Đế gia phong làm ["Hoàng thúc phụ Nhiếp chính vương"], quyền khuynh thiên hạ.
Bằng quyền lực của mình, vào tháng 8 năm Thuận Trị thứ 7 (1650), Đa Nhĩ Cổn truy tôn mẫu thân A Ba Hợi của mình thụy hiệu là Hiếu Liệt Cung Mẫn Hiến Triết Nhân Hoà Tán Thiên Lệ Thánh Vũ Hoàng hậu (孝烈恭敏獻哲仁和贊天儷聖武皇后), đưa vào phụng thờ trong Thái Miếu. Bà và Mạnh Cổ Triết Triết là hai vị Đại phúc tấn duy nhất của nhà Hậu Kim được phong thụy Hoàng hậu dưới thời nhà Thanh. Sang tháng 12 năm ấy, Đa Nhĩ Cổn đột ngột qua đời, được Thuận Trị Đế truy phong Nghĩa Hoàng đế (義皇帝), miếu hiệu Thành Tông (成宗), tang lễ được cử hành như của Hoàng đế. Con dâu bà, Đích Phúc tấn của Đa Nhĩ Cổn là Bát Nhĩ Tế Cát Đặc thị cũng được truy tôn Kính Hiếu Nghĩa Hoàng hậu (敬孝義皇后). Đây là gia đình Thân vương nhà Thanh duy nhất được hưởng vinh dự truy tôn Đế - Hậu, tưởng chừng là niềm an ủi lớn nhất đối với A Ba Hợi.
Tuy nhiên sang năm thứ 8 (1651), Trịnh Thân vương Tế Nhĩ Cáp Lãng trình cho Thuận Trị Đế danh sách tội trạng của Đa Nhĩ Cổn, bao gồm: bí mật may Long bào (tuyệt đối chỉ dùng cho Hoàng đế); âm mưu cướp ngai vàng; tự phong Hoàng phụ; giết Hào Cách và cướp đoạt thê thiếp cho mình, v.v... Thuận Trị Đế tước mọi Đế hiệu của Đa Nhĩ Cổn, hủy mộ phần và cho đánh vào quan tài, ngoài ra còn tước bỏ và trục xuất bài vị của mẹ và vợ của Đa Nhĩ Cổn ra khỏi Thái Miếu, biếm làm Thứ nhân, đẳng đồng Phế hậu.